# Mentzelia nitens
Mentzelia nitens är en brännreveväxtart som beskrevs av Edward Lee Greene. Mentzelia nitens ingår i släktet Mentzelia och familjen brännreveväxter. Inga underarter finns listade i Catalogue of Life.